# Lievendaal (Eindhoven)
Lievendaal is een buurt in het stadsdeel Strijp in Eindhoven, in de Nederlandse provincie Noord-Brabant. De buurt behoort tot de wijk Halve Maan. Op 1 januari 2023 telde de buurt 3.155 inwoners, verdeeld over 1.585 woningen, met een gemiddelde WOZ-waarde van € 307.000, op een oppervlakte van 0,89 km².

## Geschiedenis
De buurt is vernoemd naar de boerderij "Lievendaal" die hier vanouds stond.
De eerste plannen om het gebied te bebouwen stammen uit 1930. Toen werd ook met de aanleg van het Beatrixkanaal begonnen en werd een deel van de Noord-Brabantlaan aangelegd.
De eerste huizen werden gebouwd in 1941. Dit werd een wijkje van bunkerwoningen die bestemd waren als onderkomen voor Duitse officieren die op Fliegerhorst Eindhoven (vliegveld Welschap) werkten. Een politiepost werd gevestigd, en een keuken, eetzaal en kantine waren in een apart gelegen pand aan de Welschapsedijk gevestigd. Na de oorlog kwamen ze in handen van het ministerie van Defensie die er militairen van de Luchtvaartafdeeling in vestigde, die voor herstel van het vliegveld Welschap zorgden. In 1947 begon de ombouw van de woningen voor gewone bewoning en in 1950 werden ze aan burgers toegewezen. In 1948 kwamen 248 woningen gereed en in 1949 nog eens 232 woningen. In 1951 volgde nog een complex van 212 woningen. Al deze huizen werden in opdracht van Philips gebouwd.

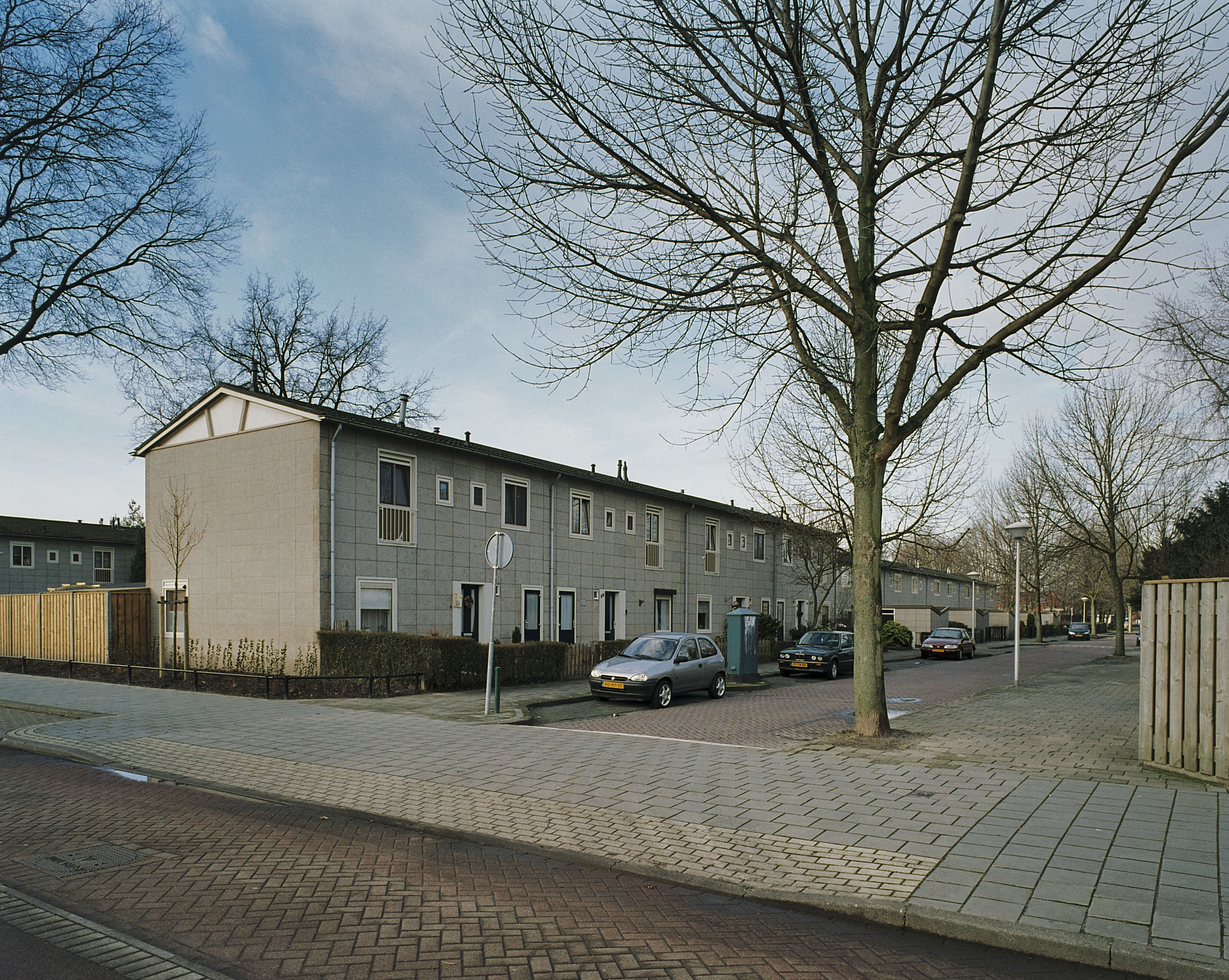
Woningbouw in Lievendaal

In 1958 kwam de Maria Reginakerk tot stand en in 1960 volgden nog 216 flats aan de Welschapsedijk.
In 1966 werd in het gebied ten noorden van de wijk, dat oorspronkelijk de bestemming "industriegebied" had, het Philips van Lenneppark geopend. Uit hetzelfde jaar stamt het Evoluon, dat zich direct ten oosten van de wijk bevindt.